# Abraham de Patras
Abraham de Patras (22 mai 1671-3 mai 1737) fut gouverneur général des Indes néerlandaises du 11 mars 1735 au 3 mai 1737. Il est né à Grenoble d'une famille huguenote française réfugiée. En 1685, sa famille s'enfuit aux Pays-Bas.

## Biographie
La famille de Patras, anoblie en 1408, originaire du Gapençais, d'abord protestante, a joui d'une grande illustration et plusieurs de ses membres ont occupé, en Hollande, les premières charges et les plus hautes dignités dans l'état civil et dans l'état militaire.
Abraham de Patras, fils d'Antoine et d'Olympe de Blosset, fut obligé de sortir du Dauphiné après la révocation de l'édit de Nantes.

### Armoiries
- D'azur à l'aigle d'argent au chef cousu de gueules, chargé de trois molettes d'argent (allias de trois étoiles d'or)[1]

### Carrière

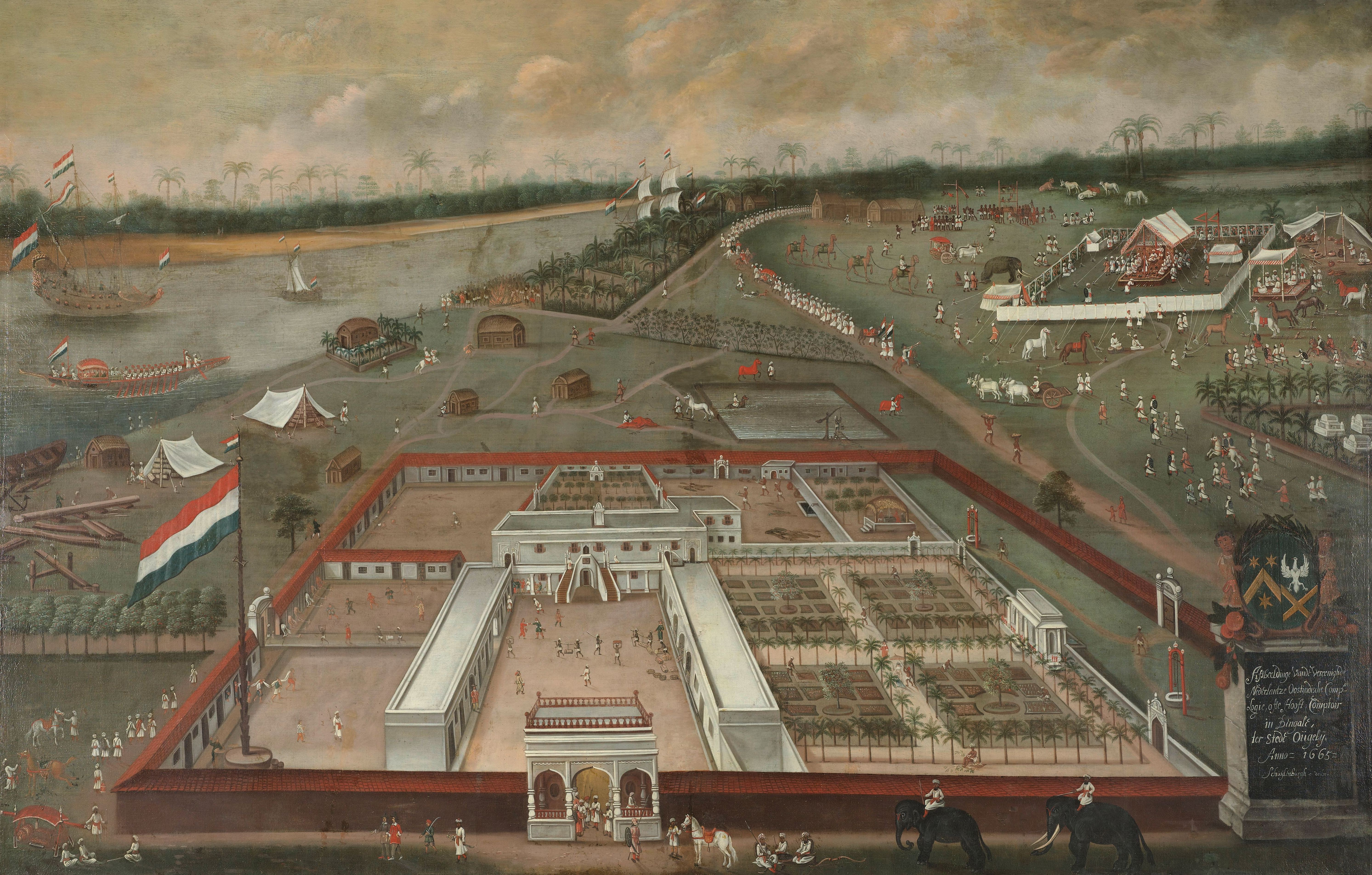
Comptoir commercial au Bengale, 1665, Rijksmuseum

Patras a d'abord accepté un emploi dans les bureaux d'un marchand d'Amsterdam nommé Nathaniël Gauthier (un compatriote huguenot), mais il partit pour les Indes à bord du Hobrée le 4 janvier 1690, où il est décrit comme un soldat au service de la branche d'Enkhuizen de la Compagnie néerlandaise des Indes orientales. En 1691, il cherche un changement de carrière et obtient un poste temporaire d'agent à Batavia. En 1695, il devient assistant-secrétaire de l' administration chinoise de gestion des domaines sur l'île d'Ambon. En 1698, il fut chargé des enfants et des affaires matrimoniales. Il se marie à l'île de Céram, en 1699 avec Gehesua Knipping fille d'un fonctionnaire du Conseil judiciaire d'Ambon. Sa femme décède le 16 décembre 1700. Sa fille unique, Olympe, meurt également jeune.
Patras fut nommé au Conseil de Justice en 1700 et, en 1703, il devint sous-secrétaire auprès du gouverneur des îles Moluques. En 1707, il devient chef du poste de traite de Jambi, où son quartier général est attaqué. Bien que grièvement blessé au dos, il a survécu. Il fut marchand, puis facteur en chef à Palembang en 1711. En 1717, il fut promu marchand en chef et fonctionnaire de la côte ouest de Sumatra.
C'est en 1720 qu'il est promu Inspecteur Général des Comptes pour les Indes néerlandaises. En 1721, il fut envoyé comme envoyé à Jambi. En 1722, il fut nommé surveillant adjoint des marchandises entrant et sortant du château de Batavia. En 1724, il obtient le poste très lucratif de chef du comptoir commercial du Bengale néerlandais. En 1731, il fut nommé membre extraordinaire du Conseil des Indes.

### Gouverneur général des Indes
Le 10 mars 1735, à la mort du gouverneur général Dirck van Cloon, Patras fut nommé gouverneur général de manière très surprenante. Il n'avait jamais été membre à part entière du Conseil des Indes, c'était donc une première, et cela était dû au fait qu'il s'était glissé comme candidat de compromis à la suite d'une impasse dans le vote. Il n'était pas disposé à occuper ce poste dans ces circonstances, mais a accepté de le faire jusqu'à ce qu'un meilleur candidat soit trouvé. Le 11 mars 1735, il fut nommé gouverneur général par intérim, décision qui fut approuvée par les directeurs de la Compagnie des Indes orientales.
Durant son court mandat, aucune décision significative n’a été prise. Même s'il était un dirigeant compétent et avait acquis une grande connaissance pratique des territoires, son âge (à 64 ans) faisait probablement qu'il n'était pas un gouverneur général très puissant.
Il mourut deux ans après sa nomination dans la nuit du 3 mai 1737. Il fut enterré à Batavia le 6 mai 1737. Le poste de gouverneur général fut repris par Adriaan Valckenier.

### Testament

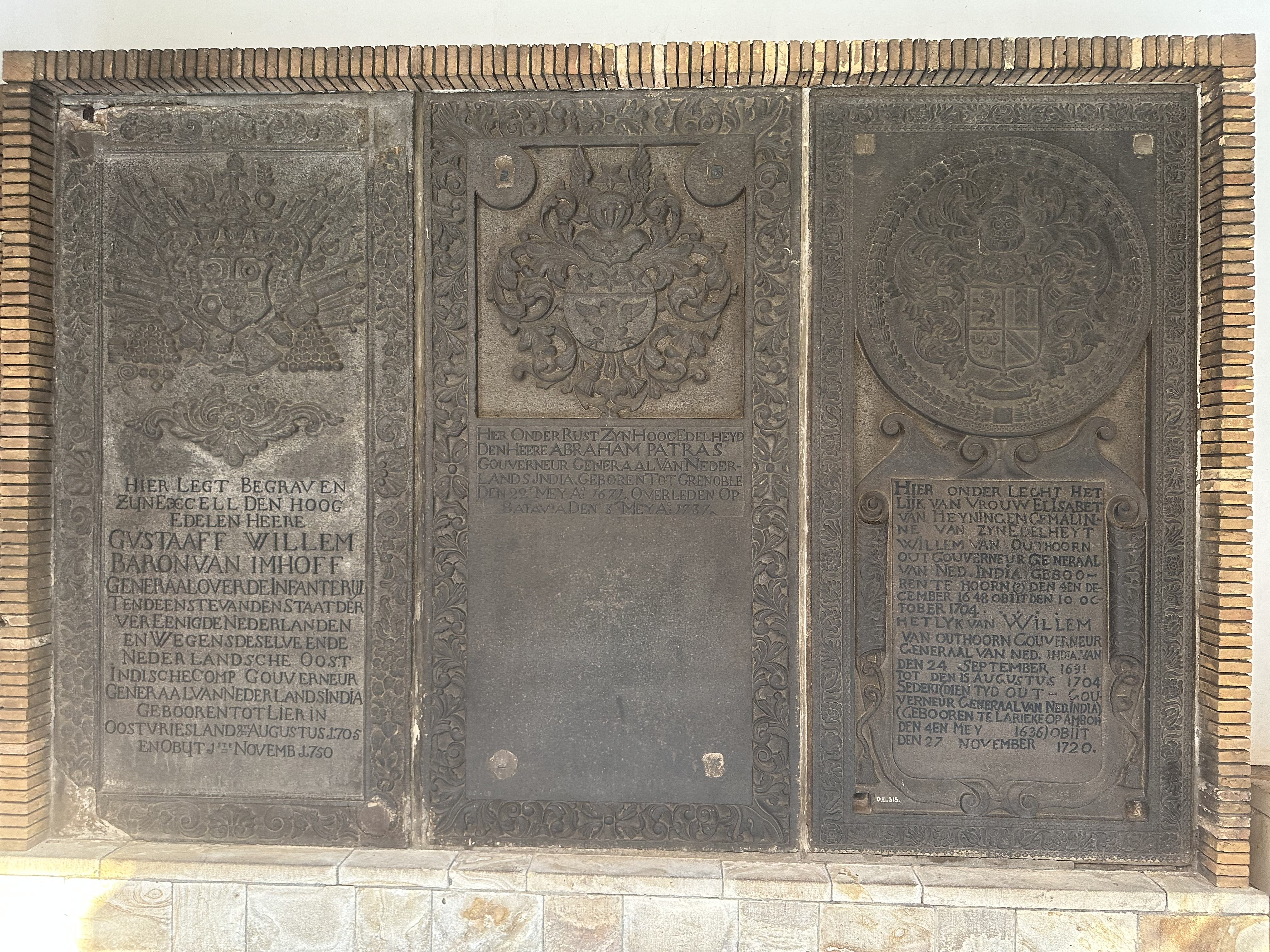
Tombe d'Abraham de Patras au Musée Taman Prasasti

Antoine de Patras (1718-1764), né à Genève, était le neveu du gouverneur Abraham de Patras. En 1734, Anthone arriva à Batavia dans les Indes néerlandaises. À la mort de son oncle, le jeune homme hérite de son immense fortune, de sa collection de livres et d'œuvres d'art. En 1738, il épousa une fille d'Isaac van Schinne , gouverneur à Deshima et membre du Conseil de l'Inde. Après le massacre de Batavia en 1740, il retourna en Hollande. En 1743, il tenta de devenir membre du vroedschap de Sloten , qui refusa de le nommer. Au bout de deux ans, il devint brusquement bourgmestre de la ville Frisonne, succédant à Onno Zwier van Haren. Il fut représentant des États généraux pour cette petite ville jusqu'à sa mort prématurée. Patras mourut prématurément et vécut probablement à peine dans son nouveau manoir, aujourd'hui connu sous le nom de palais Lange Voorhout. Sa veuve fut contrainte de vendre la propriété en 1778.